# Église Saint-Firmin de Reuves
L'  église de Reuil  est une église classée comme monument historique en 1916 se trouvant à Reuves (Marne), en France.

## Historique
L'église Saint-Firmin fait partie de la liste des monuments à être classé monument historique en 1916.

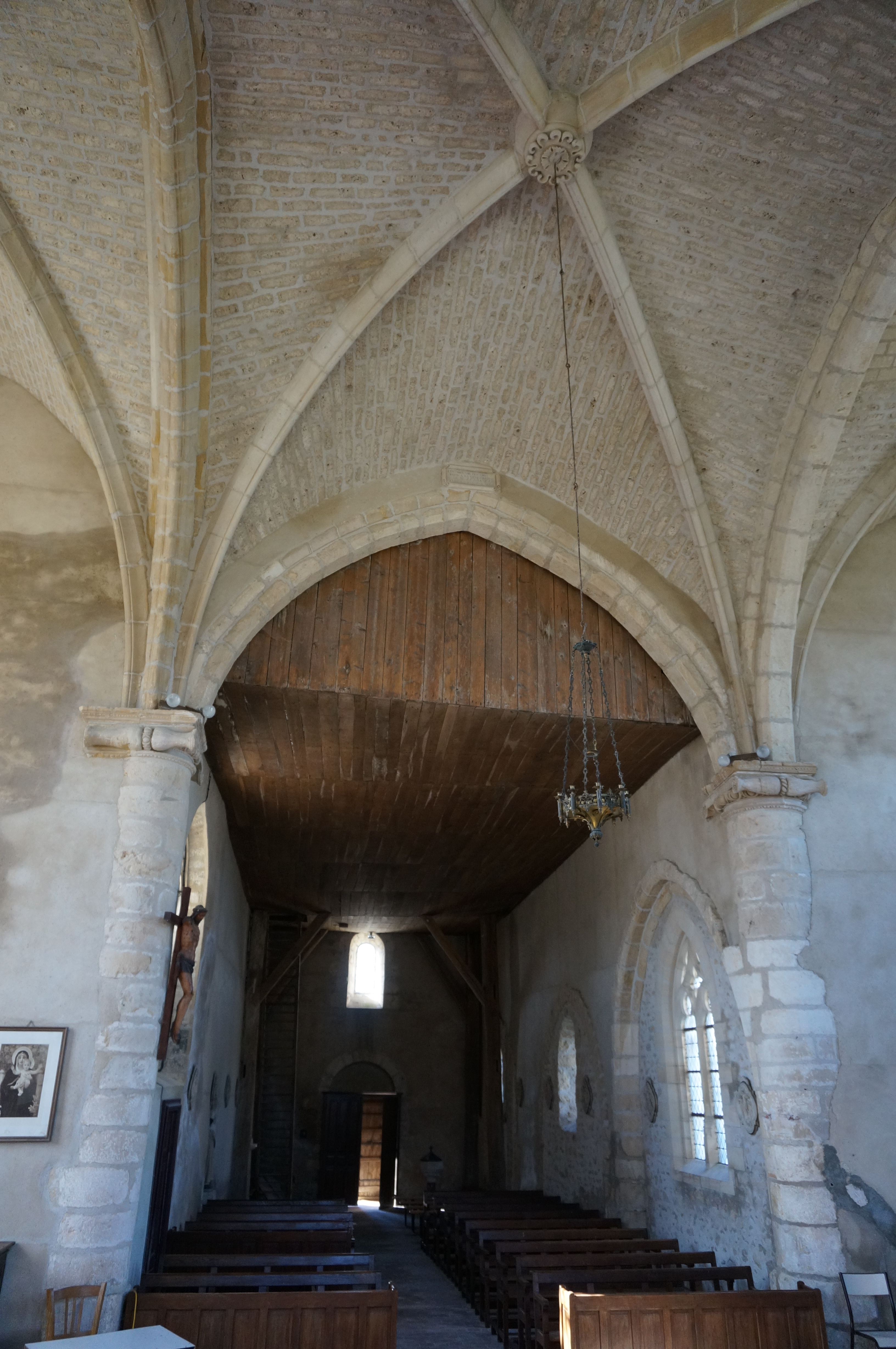
La nef depuis le chœur,
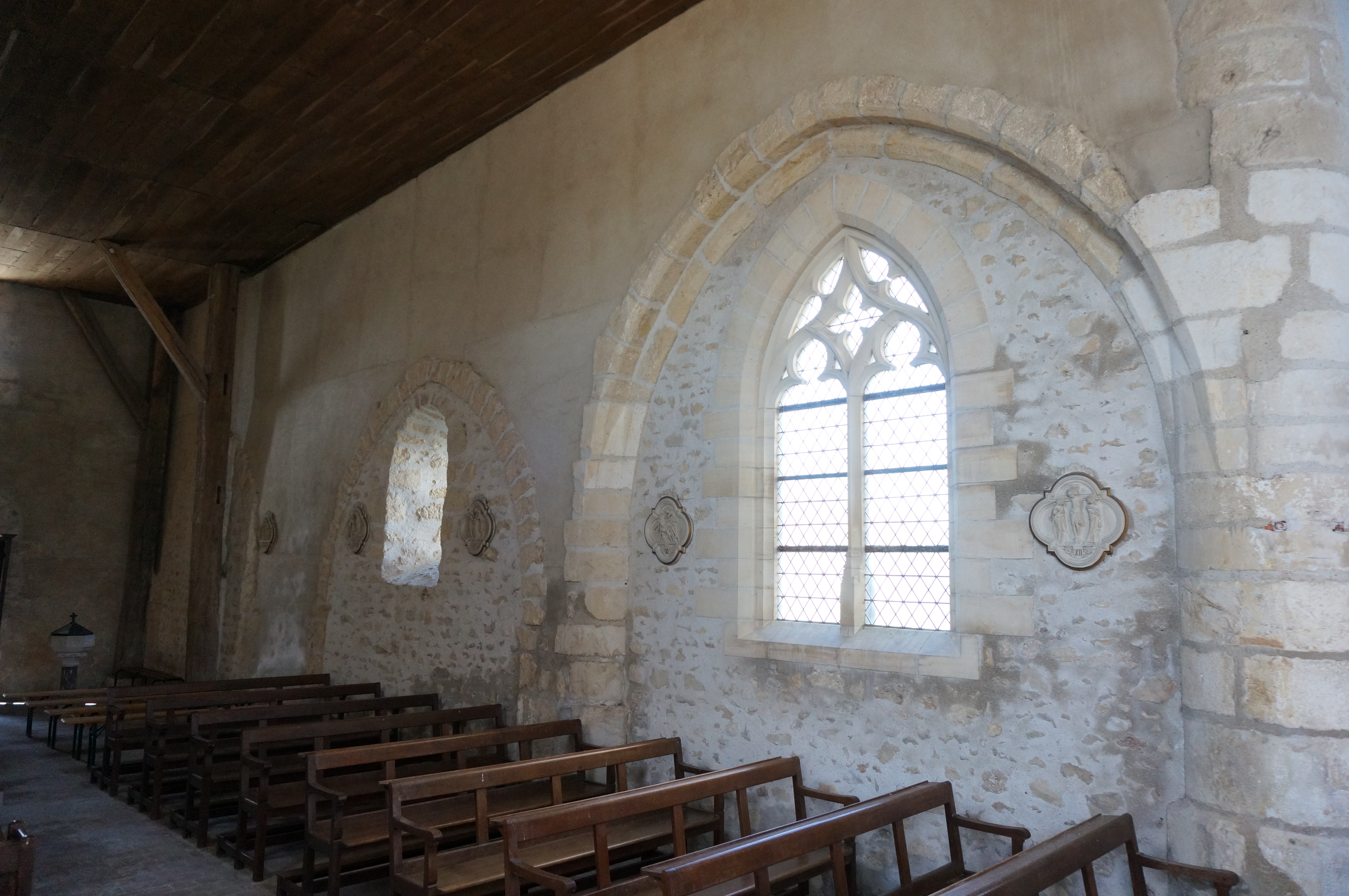
traces des ouvertures des bas-côtés,
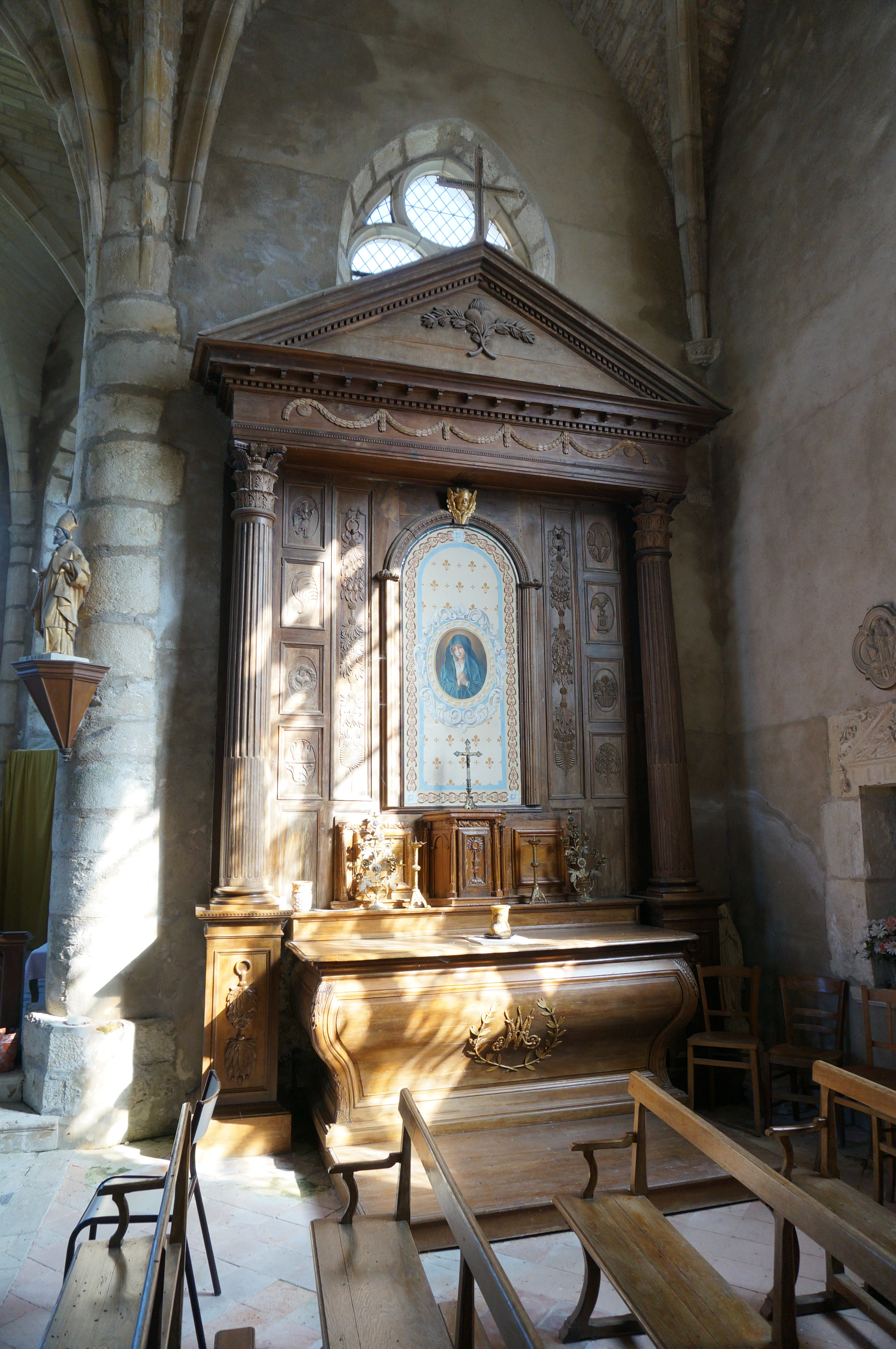
autel,
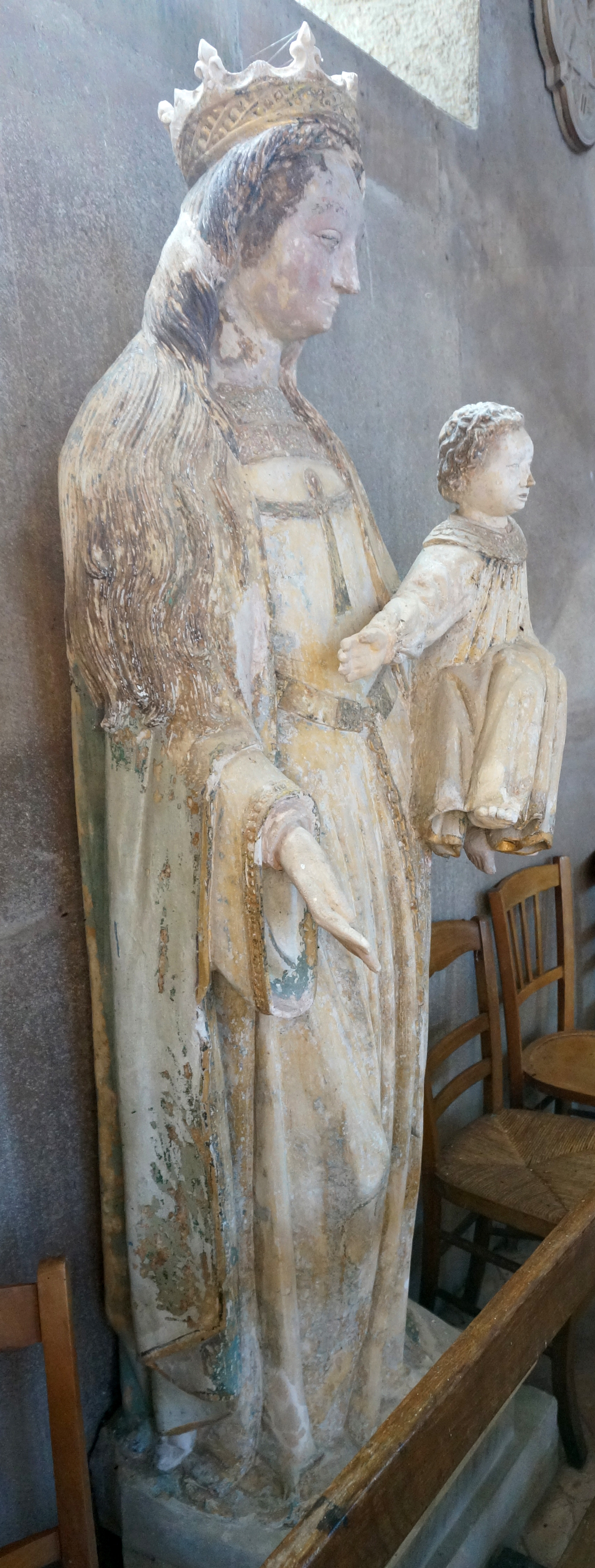
Vierge à l'enfant du XVIe[2],
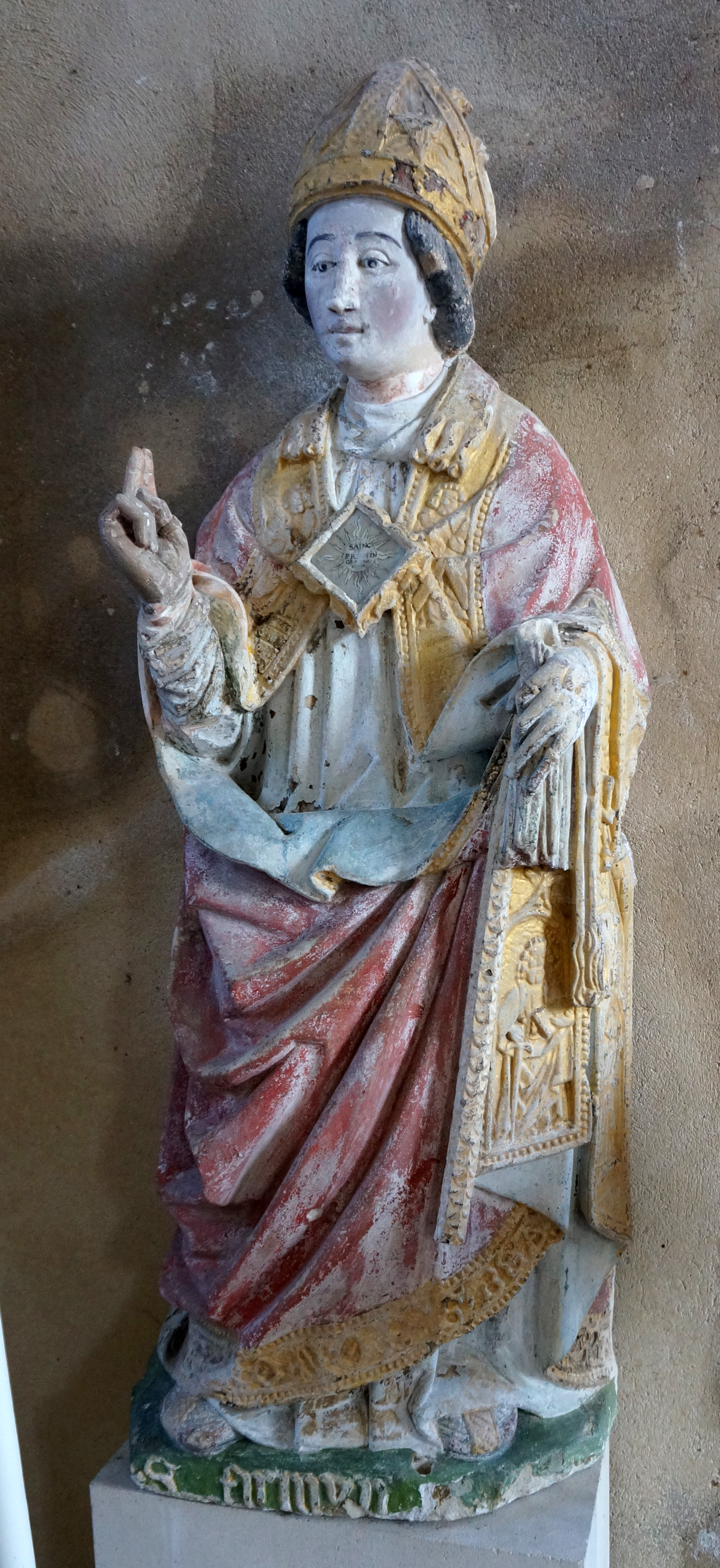
Firmin[3],.